# Фен Чжунпу
Фен Чжунпу (спрощ.: 馮鍾璞; піньїнь: Féng Zhōngpú; нар. 26 липня 1928, Пекін), більш відома під псевдонімом Цзун Пу (спрощ.: 宗璞; піньїнь: Zōng Pú) — китайська письменниця, що отримала літературну премію Мао Дуня за роман 2001 року «Записки про переховування на Сході».

## Біографія
Фен Чжунпу народилася 26 липня 1928 року в місті Пекін у сім'ї Фен Юланя, видатного філософа, та виросла в різних університетських містечках. Закінчила університет Цінхуа в 1951 році. У 1962 році — членкиня Асоціації письменників Китаю.

## Праці
- Червона квасоля (кит.: 红豆), 1957
- Мрія на нитках (кит.: 弦上的梦), 1978
- Хто я? (кит.: 我是谁), 1979
- Три живих камені (кит.: 三生石), 1981
- Голова в болоті (кит.: 沼泽地里的脑袋), 1985
- На південь (кит.: 往南走), 1988
- Записки про переховування на Сході (кит.: 躲在东方), 2001

## Нагороди
- 6-та літературна премія Мао Дуня (2001) за роман «Записки про переховування на Сході» (кит.: 躲在东方)